# Monroy
Monroy è un comune spagnolo di 1 176 abitanti situato nella comunità autonoma dell'Estremadura.